# Yokosuka E1Y
Lo Yokosuka E1Y, o secondo le convenzioni di designazione della marina imperiale idrovolante da ricognizione Tipo 14, era un idroricognitore biplano a scarponi sviluppato dall'ufficio di progettazione giapponese Kūgishō, il Primo Arsenale Tecnico Aeronavale di Yokosuka negli anni venti ed impiegato dalla Dai-Nippon Teikoku Kaigun Kōkū Hombu, il servizio aeronautico della Marina imperiale giapponese.

## Storia del progetto
Nel 1921, il Primo Arsenale Tecnico Aeronavale di Yokosuka avviò lo sviluppo di un nuovo modello di idrovolante da ricognizione per sostituire il precedente Yokosuka Ro-go Ko-gata in servizio con la Marina imperiale. Il velivolo, al quale venne assegnata la designazione idroricognitore per la Marina Tipo 10 venne disegnato da un gruppo di progettazione diretto da un membro della delegazione dell'azienda britannica Short Brothers in visita in quel periodo. Il progetto era relativo ad un velivolo dall'impostazione, per l'epoca, convenzionale, un monomotore biplano biposto ad abitacoli separati in tandem equipaggiato con un motore V12 Lorraine-Dietrich 1 da 400 hp (298 kW).
Vennero realizzati due prototipi, completati nel 1923 ma sottoposti alle valutazioni nei voli di prova risultarono eccessivamente pesanti e le loro prestazioni non all'altezza delle aspettative. Venne quindi avviata la realizzazione di un nuovo sviluppo, il Tipo 10 Modello A portato in volo nel 1924, ma che riuscì a beneficiare solamente di un lieve miglioramento. Venne quindi avviato una revisione più radicale del progetto originale che diede origine al Tipo 10 Modello B portato in volo nel 1925, il quale riuscì a soddisfare le aspettative grazie ad un peso complessivo minore e dimostrando di possedere una migliore stabilità ed un migliore controllo nel volo. In seguito a questi risultati venne costruito in una piccola serie di esemplari di preproduzione.
Benché il Tipo 10 non sia stato in seguito adottato dalla Marina giapponese, il modello venne utilizzato per la realizzazione di una nuova variante, caratterizzata da una velatura dalla minore apertura alare, ridotta dagli originali 16,16 m a 13,99 m, ed un minore peso a vuoto passato dai 1 912 kg a 1 660 kg. Questa nuova versione venne presentata alla commissione tecnica della marina imperiale che accettò il modello nel gennaio 1926 assegnandogli la designazione idroricognitore per la Marina Tipo 14, modificata in seguito nella designazione "corta" E1Y.
Vennero avviate alla produzione due sottoversioni, entrambe entrate in servizio nel 1926, un biposto equipaggiato con un motore Lorraine-Dietrich 1 V12 da 400 hp (298 kW) ed identificato come Tipo 14-1 o E1Y1, ed un triposto caratterizzato dall'adozione di galleggianti realizzati interamente in metallo e motorizzato con un più potente motore Lorraine-Dietrich 2 a W. Nel 1928, il Tipo 14-2 venne utilizzato come base per la realizzazione dell'idrovolante da ricognizione Tipo 90-3, avviato in seguito alla produzione in piccola serie e realizzato in circa 20 esemplari designati Yokosuka E5Y1 e Kawanishi E5K1.
Come Tipo 90-3 mostrò un minimo incremento delle prestazioni rispetto al Tipo 14-2 per cui venne avviato un nuovo sviluppo che generò, nel 1931, il Tipo 14-3 caratterizzato dall'adozione di una coda ridisegnata e di una nuova motorizzazione, il Lorraine-Dietrich 3 dotato di riduttore, e che migliorò significativamente le prestazioni generali del modello.
Al termine della produzione vennero realizzati un totale di 218 esemplari tra E1Y1 ed E1Y2, costruiti dalla Yokosuka (23), dalla Nakajima Hikōki (47) e dalla Aichi (148). I 102 esemplari E1Y3 vennero prodotti solamente dalla Aichi.

## Versioni
idroricognitore per la Marina Tipo 10
prototipo, equipaggiato con un motore V12 Lorraine-Dietrich 1 da 400 hp (298 kW), realizzato in due esemplari.
idroricognitore per la Marina Tipo 10 Modello A
prototipo, variante migliorata del Tipo 10, realizzato in un esemplare.
idroricognitore per la Marina Tipo 10 Modello B
ulteriore sviluppo del prototipo e versione di preproduzione.
idroricognitore per la Marina Tipo 14-1 (E1Y1)
prima versione di produzione in serie, equipaggiata con motore Lorraine-Dietrich 1 da 400 hp (298 kW.
idroricognitore per la Marina Tipo 14-2 (E1Y2)
versione modificata, dotata di nuovi galleggianti totalmente metallici ed equipaggiata con un motore a W Lorraine-Dietrich 2 da 450 hp (336 kW).
idroricognitore per la Marina Tipo 14-2 Kai-1
versione sperimentale del Type 14-2
idroricognitore per la Marina Tipo 14-3 (E1Y3)
nuovo sviluppo, versione caratterizzata dall'adozione di una nuova sezione di coda e capace di migliori prestazioni.
idrovolante da trasporto Tipo 14 modificato
conversione da trasporto civile.

## Utilizzatori

### Militari
Giappone
- Dai-Nippon Teikoku Kaigun Kōkū Hombu

### Civili
Giappone
- Nippon Koku Yuso Kenkyusho